# Caprella acanthifera
Caprella acanthifera är en kräftdjursart som beskrevs av Leach 1814. Caprella acanthifera ingår i släktet Caprella och familjen Caprellidae. Arten har ej påträffats i Sverige. Inga underarter finns listade i Catalogue of Life.